# Казанов, Аркадий Петрович
Аркадий Петрович Казанов (27.08.1932, дер. Шихабылово, Урмарский район, Чувашская АССР — 21.02.2013, гор. Чебоксары, Чувашская Республика) — чувашский поэт, прозаик и журналист. Член Союза писателей Российской Федерации (1994), член Союза журналистов СССР (1979).
Заслуженный работник культуры  Чувашской АССР (1982), заслуженный работник культуры РСФСР (1988). Лауреат Республиканской журналистской премии им. С.В. Эльгера (1993).

## Биография
Родился в деревне Шихабылово (чув. Аслă Пинер) Урмарского района Чувашской Республики.
Получил высшее образование в Чувашском государственном педагогическом институте (ныне университет) им. И.Я. Яковлева, Ленинградской Высшей партийной школе (отделение журналистики).
Работал в редакциях Урмарской районной газеты «Хĕрлĕ ялав» (Красное знамя), Канашской межрайонной газеты «За коммунизм» (ныне «Канаш»).
1969 — 2000 годах работал в редакции республиканской газеты «Коммунизм ялавĕ» (ныне «Хыпар»): старший корреспондент, заведующий отделом, заместитель редактора, редактор.

## Творчество
Из-под пера Аркадия Петровича вышли сборники стихов, повестей и рассказов:
- Тропинки детства — «Ачалăх сукмакĕсем» (Чебоксары, 1987)
- Зов души — «Чун йыхравĕ» (Чебоксары, 1989)
- Ранняя зима — «Ир ларнă хĕл» (Чебоксары, 1991)
- Человечья стая с волчьей повадкой — «Кашкăр юрттиллĕ этем кĕрчĕ» (Чебоксары, 2001)
- Гибель старой Ветлы — «Ватă Йăмра вилĕмĕ» (Чебоксары, 2005)
- Ночная тень — «Каçхи мĕлке» (Чебоксары, 2007) и другие.